# Sedan (Franciaország)
Sedan (ejtsd: szedan), az ugyanilyen nevű járás székhelye Ardennes megyében, a Maas jobb partján, vasút mellett. 1800-ban 10 634, 1975-ben 25 995, 2008-ban 19 219 lakosa volt. 	
Jelentékeny posztógyárakkal rendelkezett, amelyek akkoriban több mint 6000 munkást foglalkoztattak, továbbá gyapjúfonókkal, gépgyártással, kelmefestőkkel, zongora- és szappankészítéssel.
Nevezetességei a város szülöttének, Henri de La Tour d’Auvergne de Turenne hadvezérnek szobra (Goistól 1823-ból), egy citadella és még régebbi erősségnek romjai.

## Története
Sedan a 13. században a mouzoni barátok tulajdonát tevő kis falu volt. 1424-ben vétel útján megszerezte III. Evrard Marck grófja, akinek fia körfalakkal látta el. Utódai pedig egy hercegség fő helyévé tették. A 16. században Cadeau Miklós alapította meg posztóiparát. A település 1642-ben került Franciaországhoz. A nantes-i ediktum visszavonása virágzó iparának sokat ártott, és protestáns főiskoláját megszüntette. Az 1870–71-es porosz–francia háború során, 1870. szeptember 1-jén itt zajlott le a döntő sedani ütközet, amelyben III. Napóleon és a francia hadsereg a németek fogságába esett.

## Demográfia

A város lakosságszámának változása

## Nevezetes személyek
- Henri de La Tour d’Auvergne de Turenne (1611–1675) francia marsall
- Jean de Collas (1678–1753) francia építész
- Étienne-Jacques-Joseph-Alexandre MacDonald (1765–1840) francia marsall
- Charles Baudin (1792–1854) francia admirális
- René Guyon (1876–1963) francia jogász
- Yves Congar (1904–1995) francia domonkos rendű teológus és bíboros
- Pierre Cartier (1932–2024) francia matematikus
- Yannick Noah (1960) francia profi teniszező

## Fordítás
- Ez a szócikk részben vagy egészben  a   Sedan, Ardennes című angol Wikipédia-szócikk ezen változatának fordításán alapul.  Az eredeti cikk szerkesztőit annak laptörténete sorolja fel. Ez a jelzés csupán a megfogalmazás eredetét és a szerzői jogokat jelzi, nem szolgál a cikkben szereplő információk forrásmegjelöléseként.